# Saurauia
Genre
Classification phylogénétique
Synonymes
- Apatelia DC. Mém. Soc. Phys. Genève 1: 426. (1822) replaced Palaua Ruiz & Pav. (1794)
- Apetelia DC. (1822) orth. var.
- Blumea G. Don Gen. Hist. 1: 564, 573. (1831) orth. var.
- Blumia Spreng. Syst. Veg. [Sprengel] 3: 12, 126. (1826) replaced Reinwardtia Blume ex Nees (1824)
- Davya Moc. & Sessé ex DC. Prodr. 1: 525–526. (1824) nom. inval.
- Draytonia A. Gray U.S. Expl. Exped., Phan. 15: 206, t. 15. (1854)
- Leucothea Moc. & Sessé ex DC. Mém. Soc. Phys. Genève 1: 419. (1822)
- Marumia Reinw. Syll. Pl. Nov. 2: 11. (1828)* Marumia Reinw. ex Blume Catalogus ... 79. (1823) nom. nud.
- Obelanthera Turcz. Bull. Soc. Imp. Naturalistes Moscou 20(1): 418. (1847)
- Overstratia Deschamps ex R. Br. in Benn. Pl. Jav. Rar. 171. (1840) nom. nud.
- Palaua Ruiz & Pav. Fl. Peruv. Prodr. 100, t. 22. (1794)
- Palava Pers. Syn. Pl. 2: 91. (1806) orth. var.
- Palavia Poir. Encycl. 4: 261. (1816) orth. var.
- Reinwardtia Blume ex Nees Syll. Pl. Nov. 1: 96. (1824) nom. illeg.
- Saurania Just's Bot. Jahresber. 25(2): 499. (1899) orth. var.
- Saurauja Willd. Ges. Naturf. Freunde Berlin Neue Schriften 3: 407. (1801) orth. var.
- Sauravia Spreng. Anleit. Kenntn. Gew. (ed. 2) 3: 818. (1818) orth. var.
- Scapha Noronha Verh. Batav. Genootsch. Kunst. 5, ed. 1(Art. 4): 3. (1790) nom. nud.
- Synarrhena F.Muell. Fragm. 5: 175, in obs. (1866)
- Tonshia Buch.-Ham. ex D. Don Prodr. Fl. Nepal. 225. (1825)
- Tremanthera T. Post & Kuntze fide Willis, p. 1166
- Trematanthera F.Muell. Victoria Naturalist 3: 71. (1886)
- Vanalphimia Lesch. ex DC. Mém. Soc. Phys. Genève 1: 419. (1822)
- Vanalpighmia Steud. Nomencl. Bot. (ed. 2) 2: 744. (1841)

Saurauia est un genre de plantes à fleurs de la famille des Actinidiaceae.

## Espèces
Selon [réf. nécessaire] :
- Saurauia aequatoriensis
- Saurauia bullosa Wawra.
- Saurauia herthae
- Saurauia montana Seem.
- Saurauia oldhamii Hemsl.
- Saurauia pittieri Donn.Sm.
- Saurauia rubiformis Vatke
- Saurauia yasicae Loes.

Selon NCBI (2 nov. 2019) :
- Saurauia andreana
- Saurauia aspera
- Saurauia biserrata
- Saurauia bullosa
- Saurauia cerea
- Saurauia chaparensis
- Saurauia choriophylla
- Saurauia conferta
- Saurauia congestiflora
- Saurauia fasciculata
- Saurauia ferox
- Saurauia fimbriata
- Saurauia glabra
- Saurauia kegeliana
- Saurauia leprosa
- Saurauia macrotricha
- Saurauia magnifica
- Saurauia malayana
- Saurauia montana
- Saurauia napaulensis
- Saurauia napaulensis
- Saurauia novoguineensis
- Saurauia oreophila
- Saurauia parviflora
- Saurauia pedunculata
- Saurauia pentapetala
- Saurauia pittieri
- Saurauia polyneura
- Saurauia poolei
- Saurauia purgans
- Saurauia roxburghii
- Saurauia scabrida
- Saurauia spectabilis
- Saurauia subspinosa
- Saurauia tewensis
- Saurauia tristyla
- Saurauia ursina
- Saurauia waldheimii
- Saurauia yasicae
- Saurauia zahlbruckneri